# Каралбс
Каралбс (Catalan pronunciation: [kəˈɾalps]) — муніципалітет в Іспанії, у складі комарки Рипульєс у провінції Жирона, Каталонія. Він розташований у Піренеях на північ від Рібес-де-Фресер, поблизу піків Пучмаль (2909 м), Пік Де-Інферн (2896 м) і Noufonts (2864 м). Туризм і гідроенергетика є основою місцевої економіки. Храм Богородиці Нурії розташований у муніципалітеті, на північ від села у Валь-де-Нурія: тут зберігається романське настінне зображення la Mare de Déu de Núria . До святині можна дістатися зубчастою залізницею Vall de Núria від Рібес-де-Фресер, яка також обслуговує село. Також є місцева дорога до Рібес-де-Фресер (7 км.,), яка обслуговує гірськолижний курорт.

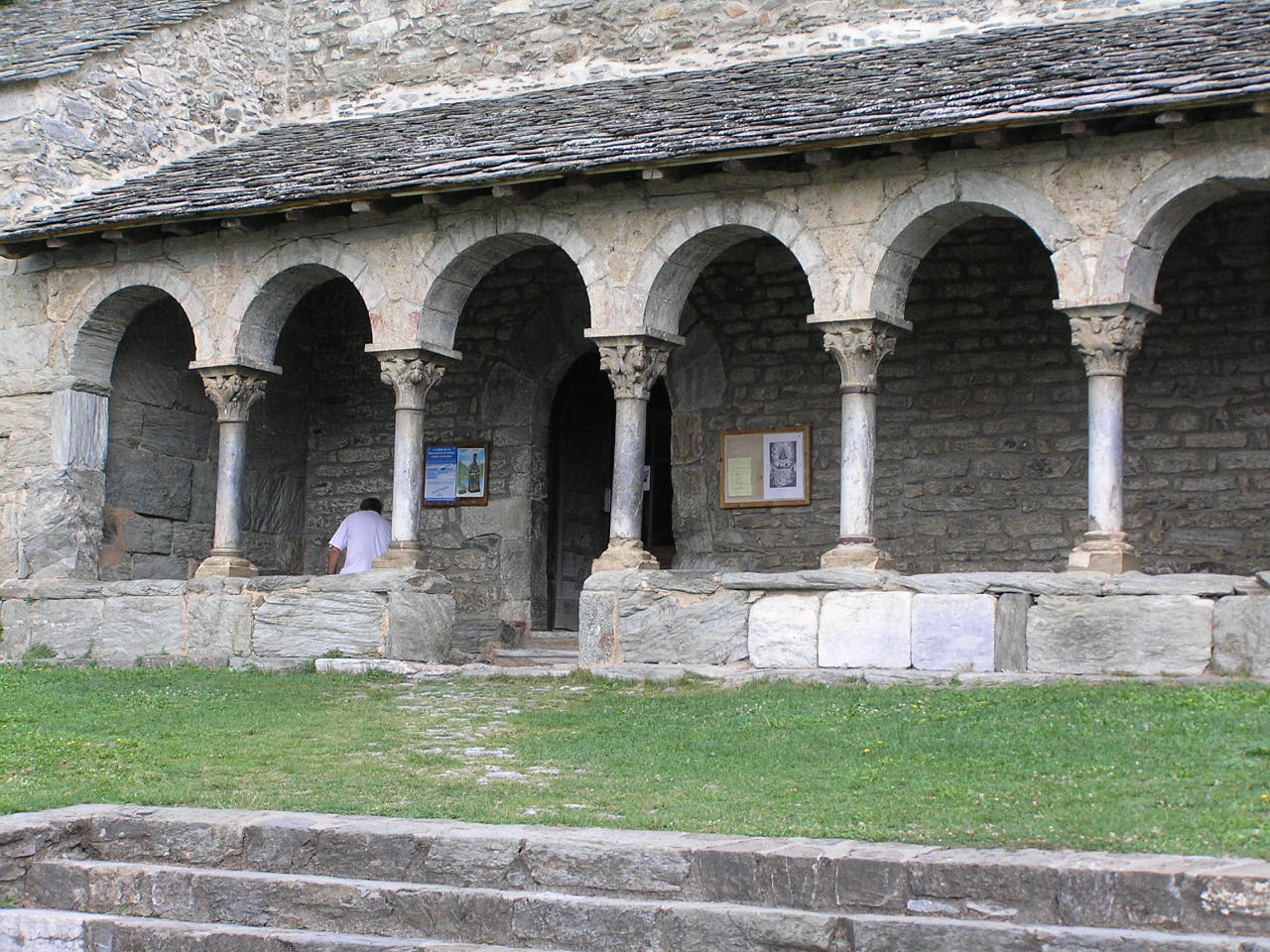
Портик романської церкви в Керальбі

Перша історична згадка про Кверальби міститься в акті освячення церкви єпархії Урхель у 836 році — таким чином, девіз міста poble mil·lenari (місто тисячоліття) — і його романська церква, присвячена Святому Якову, датується кінцем Х ст. століття.

## Землетруси
Кверальбс розташований на північний захід від активної системи розломів Амер - Брюгент. Керальбс був повністю зруйнований під час землетрусу в Каталонії 1428 року, епіцентр якого знаходився в сусідньому Кампродоні.